# 皮爾森 (加利福尼亞州尤巴縣)
皮爾森（英語：Pearson）是位於美國加利福尼亞州尤巴縣的一個非建制地區。該地的面積和人口皆未知。

## 地理
皮爾森的座標為39°03′43″N 121°34′39″W / 39.06194°N 121.57750°W，而該地的平均海拔高度為16米（即52英尺）。